# Liz Torres
Liz Torres (New York, 27 settembre 1947) è un'attrice e cantante statunitense, di origine portoricane.

## Biografia
La Torres comincia la propria carriera come cabarettista e cantante, lavorando nei club di New York, insieme a Bette Midler, fino a che non viene notata dal produttore Johnny Carson, che la fa comparire in alcuni show televisivi. In seguito a queste esperienze la Torres entra a far parte del cast della serie televisiva Arcibaldo.
Nel 1973 prende parte nelle vesti di Morticia Addams al varietà televisivo The Addams Family Fun-House, del quale viene trasmesso il solo pilota tra il 1973 e il 1974.
Negli anni novanta Liz Torres colleziona un grande numero di partecipazioni ad importanti show televisivi statunitensi come Ally McBeal e La tata, oltre ad un ruolo fisso nel Quantum Leap e Tequila e Bonetti. Nel 1990 viene nominata ad un Emmy Award per la sua partecipazione al telefilm Teddy Z. Il premio lo vince finalmente nel 1993 per il ruolo di Mahalia Sanchez in The John Larroquette Show.
Nel 2000 entra a far parte del cast della fortunata serie Una mamma per amica nel ruolo dell'insegnante di danza Patty LaCosta. Terminata Una mamma per amica è stata ingaggiata per il ruolo di Evelyn, governante di Wilhelmina Slater in Ugly Betty.

## Filmografia parziale

### Cinema
- Su per la discesa (Up the Down Staircase), regia di Robert Mulligan (1967)
- You've Got to Walk It Like You Talk It or You'll Lose That Beat, regia di Peter Locke (1971)
- Intrigo a Hollywood (Sunset), regia di Blake Edwards (1988)
- Don, un cavallo per amico (Hot to Trot), regia di Michael Dinner (1988)
- Thieves of Fortune, regia di Michael MacCarthy (1989)
- Eroe per amore (Rescue Me), regia di Arthur Allan Seidelman (1992)
- La giusta causa (Just Cause), regia di Arne Glimcher (1995)
- Hard Night, regia di David Veloz (1998)
- La strana coppia II (The Odd Couple II), regia di Howard Deutch (1998)
- Il meraviglioso abito color gelato alla panna (The Wonderful Ice Cream Suit), regia di Stuart Gordon (1998)
- Le avventure di Joe Dirt (Joe Dirt), regia di Dennie Gordon (2001)
- Gabriela, regia di Vincent Jay Miller (2001)

### Televisione
- The Addams Family Fun-House (1973)
- Phyllis – serie TV, 20 episodi (1975-1976)
- Arcibaldo (All in the Family) – serie TV, 7 episodi (1976-1977)
- I Jefferson (The Jeffersons) – serie TV, 2 episodi (1981)
- Checking In – serie TV, 4 episodi (1981)
- La piccola grande Nell (Gimme a Break!) – serie TV, 2 episodi (1983-1984)
- Hill Street giorno e notte (Hill Street Blues) – serie TV, 2 episodi (1984)
- Hunter – serie TV, episodio 3x01 (1986)
- Il tempo della nostra vita (Days of Our Lives) – soap opera, 3 episodi (1987)
- La signora in giallo (Murder, She Wrote) – serie TV, episodio 4x08 (1987)
- Blue Jeans – serie TV, episodio 2x03 (1988)
- La mamma è sempre la mamma (Mama's Family) – serie TV, episodio 6x08 (1989)
- La legge di Bird (Gabriel's Fire) – serie TV, 2 episodi (1990-1991)
- Il cane di papà (Empty Nest) – serie TV, episodi 5x21 (1993)
- Ally McBeal – serie TV, episodio 1x17 (1998)
- La tata (The Nanny) – serie TV, episodio 5x19 (1998)
- Una mamma per amica (Gilmore Girls) – serie TV, 79 episodi (2000-2007)
- E.R. - Medici in prima linea (ER) – serie TV, 2 episodi (2003)
- Ugly Betty – serie TV, episodio 1x15 (2007)
- Private Practice – serie TV, episodio 2x07 (2008)
- Desperate Housewives – serie TV, episodio 5x23 (2009)
- Scandal – serie TV,episodio 2x01 (2012)
- Devious Maids - Panni sporchi a Beverly Hills (Devious Maids) – serie TV, episodio 1x09 (2013)
- Una mamma per amica - Di nuovo insieme (Gilmore Girls) – miniserie TV, 2 episodi (2016)
- Giorno per giorno (One Day at a Time) – serie TV, episodio 3x01 (2019)

## Doppiatrici italiane
Nelle versioni in italiano delle opere in cui ha recitato, Liz Torres è stata doppiata da:
- Graziella Polesinanti in Desperate Housewives - I Segreti di Wisteria Lane, Ugly Betty, Quantum Leap, The Famous Teddy Z
- Lorenza Biella in Una mamma per amica
- Barbara Castracane in Private Practice